# Церква Різдва Богородиці (Друхів)
Церква Різдва Богородиці — чинна дерев'яна церква, пам'ятка архітектури місцевого значення, у селі Друхів. Парафія належить до Української Православної Церкви Московського Патріархату.

## Розташування
Церква Різдва Богородиці розташована у центральній частині села обіч головної вулиці таким чином, що її чоловий фасад завершує довгу вуличну перспективу. 

## Історія
К. Переверзєв подає дату нового будівництва - 1898 р. Споруджена на  кошти поміщика Михайла Коженєвського, остаточно облаштована в 1834 р.   

## Архітектура

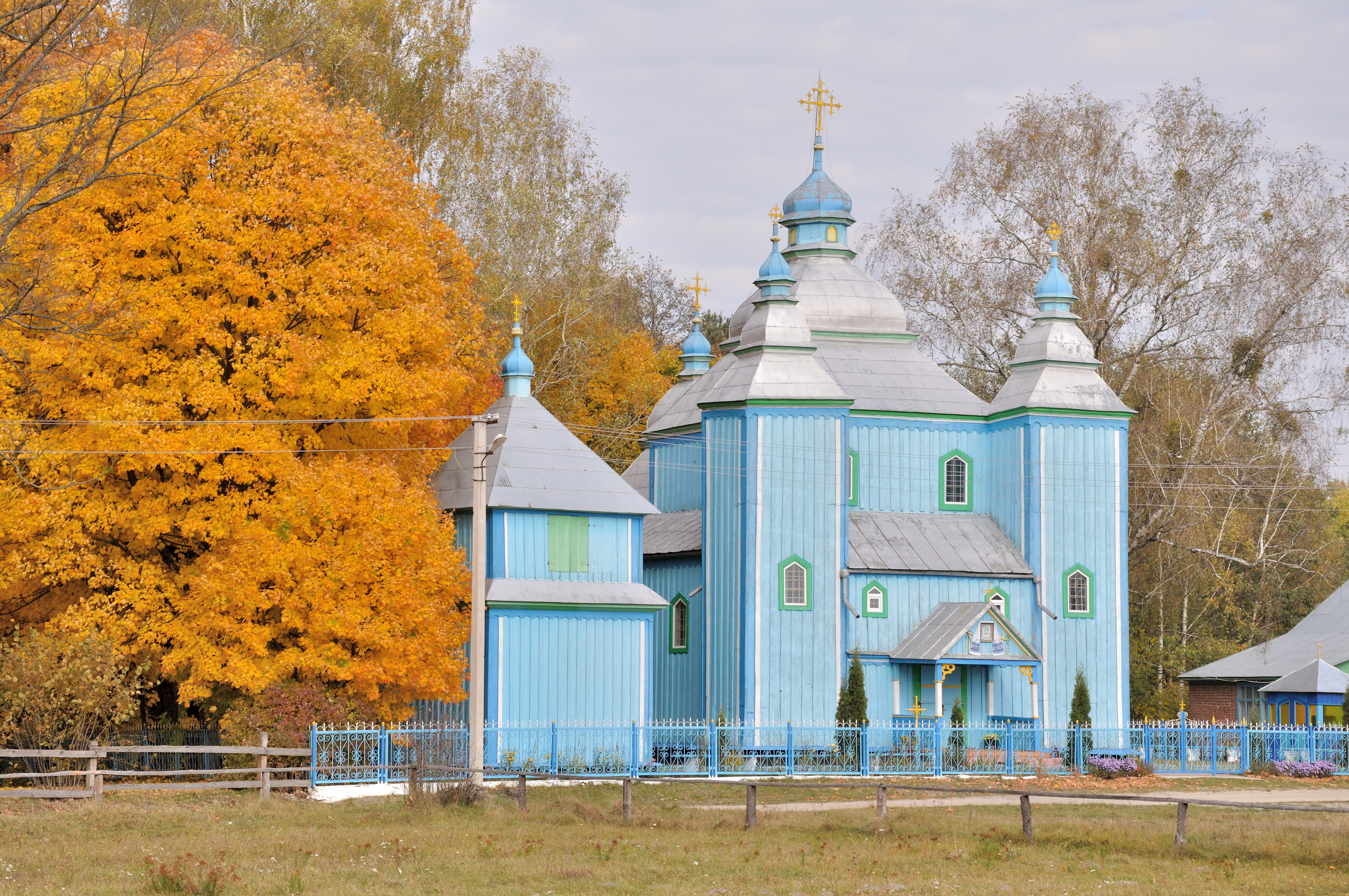
Церква Різдва Богородиці (дер.), с.Друхів

Застосовано нетиповий для православного будівництва базилікальний композиційний устрій, при якому головний внутрішній простір церкви нагадує поділ головну наву, до якої примикають та дві бічні. Ця схожість додатково підкреслюється двома симетричними вежами на чоловому фасаді, демонструючи риси західної традиції. Разом з тим вівтарна частина, що складається з шестигранного зрубу та прибудованих до нього з двох сторін ризниці та паламарні, загалом відповідає локальній архітектурній практиці.
У 1884 році відкритий простір з галереєю між двома  вежами був зашальований дошками. Дві бані чолового фасаду, головна баня над центральний об'ємом і баня над абсидою мають активно профільованих перехвати та оригінальні маківки. Згідно волинській традиції зовнішні стіни обшиті вертикальними дошками з досить широкими нащільниками. 
В цілому церква справляє цілісне враження завдяки своїй незвичній і водночас компактній об’ємній композиції.
У північно-західній частині церковного погосту знаходиться типова двоярусна дзвіниця – «четверик на четверику», з дещо вужчим верхнім ярусом, між’ярусним карнизом і чотирисхилим пірамідальним наметом з декоративною маківкою.

## Див.також
- Церква на Електронній карті спадщини дерев'яного церковного зодчества Рівненської області.
- Вікіпедія:Вікі любить пам'ятки/Рівненська область/Березнівський район